# Hollis (Queens)
Pour les articles homonymes, voir Hollis.
Hollis est un quartier de New York situé dans l'arrondissement du Queens.

## Démographie
Composition ethno-raciale en 2010, :
- Blancs non hispaniques (2,3 %)
- Hispaniques et Latinos (13,2 %)
- Asiatiques (10,7 %)
- Noirs (64,0 %)
- Métis (4,3 %)
- Autres (5,5 %)